# Samuel D. Cox

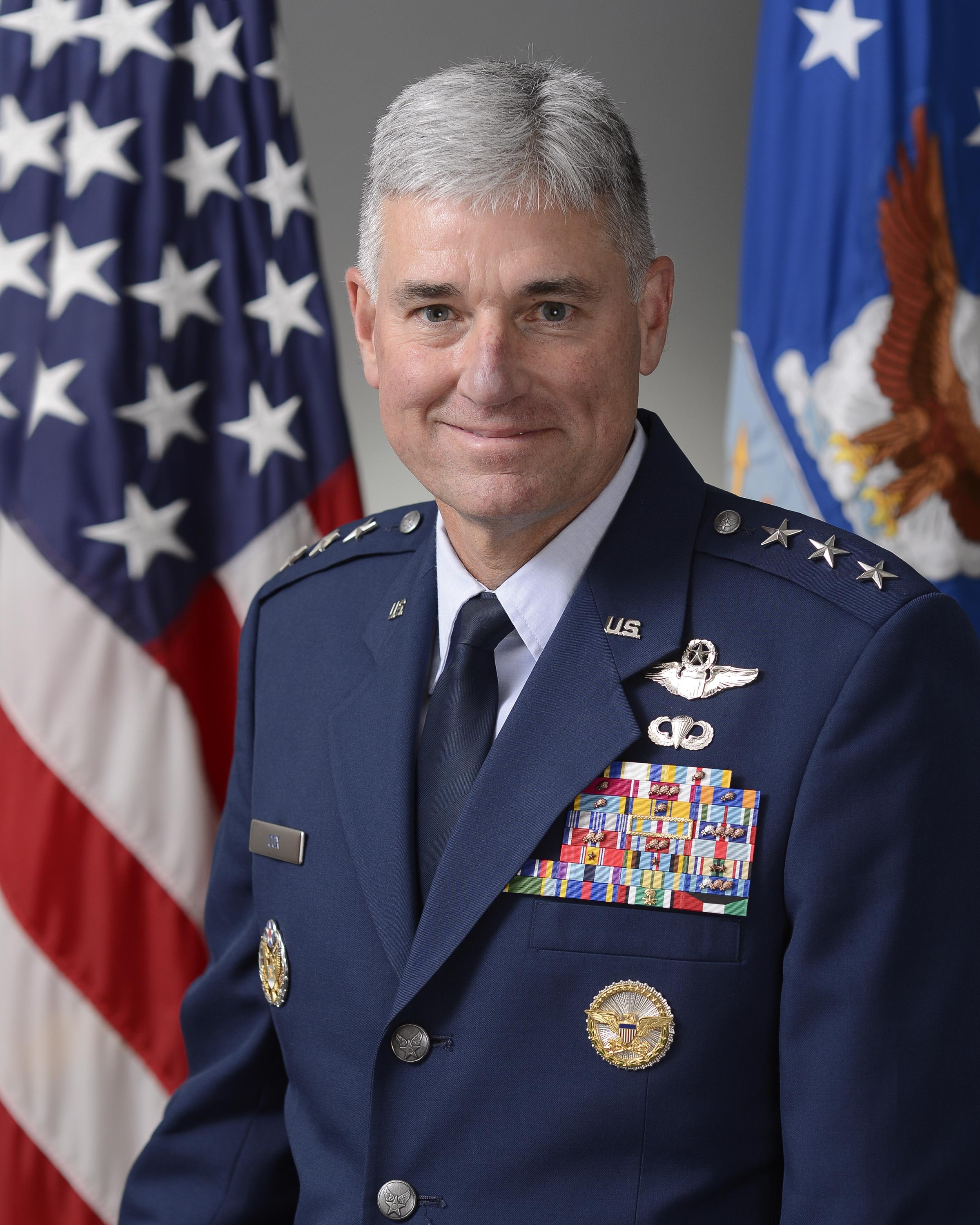
Samuel D. Cox (2013)

Samuel David Cox (* 26. Dezember 1961) ist ein pensionierter Generalleutnant der United States Air Force. Er war unter anderem Kommandeur der 18. Luftflotte.
Im Jahr 1984 absolvierte er die United States Air Force Academy in Colorado Springs. Nach seiner Graduation wurde er als Leutnant in das Offizierskorps der Air Force aufgenommen. In der Folge durchlief er alle Offiziersgrade vom Leutnant bis zum Drei-Sterne-General.
Im Lauf seiner militärischen Karriere absolvierte er verschiedene Kurse und Schulungen. Dazu gehörten unter anderem eine Ausbildung zum Kampfpiloten und weitere Fortbildungskurse als Pilot neuer Flugzeugtypen; die Squadron Officer School auf der Maxwell Air Force Base in Alabama; das Air Command and Staff College, ebenfalls auf der Maxwell AFB; das Air War College über einen Fernkurs und das National War College in Fort Lesley J. McNair in Washington, D.C. Außerdem erhielt er einen akademischen Grad von der Webster University.
In seinen frühen Jahren als Offizier der Luftwaffe war er auf verschiedenen Stützpunkten in den Vereinigten Staaten stationiert. Dabei war er als Pilot, Flugausbilder oder Stabsoffizier bei unterschiedlichen Einheiten tätig. Dazwischen absolvierte er die erwähnten Schulungen. Zwischen Juni 1999 und Februar 2001 kommandierte er auf der Charleston Air Force Base in South Carolina die 14. Transportschwadron (14th Airlift Squadron). Danach war er bis zum August des gleichen Jahres ebenfalls auf der Charleston AFB stellvertretender Kommandeur der 437th Operations Group.
Daran schloss sich bis zum Juni 2002 sein Studium am National War College an. Bis zum Mai 2004 gehörte er dann dem Stab des Verteidigungsministeriums an (deputy executive secretary). Anschließend kehrte er auf die Charleston AFB zurück, wo er zwischen Mai 2004 und Mai 2005 stellvertretender Kommandeur des 437. Transportgeschwaders war (437th Airlift Wing). Danach übernahm er auf der Dover Air Force Base in Delaware das Kommando über das 436. Transportgeschwader (436th Airlift Wing), das er bis zum Mai 2007 innehatte. Während dieser Zeit wurde er für einige Monate mit seinem Geschwader in den Nahen Osten verlegt, wo er logistische Hilfe im Irak und im Krieg in Afghanistan leistete.
Daran schloss sich eine Versetzung zum Stab des Hauptquartiers der Air Force an. Bis zum Oktober 2008 war er dort als Leiter des Air Force General Officer Management Offices tätig. Es folgte eine Rückkehr zur Air Force Academy in Colorado Springs. Zwischen Oktober 2008 und Juli 2010 war er dort Führungsoffizier der Kadetten (commandant of cadets, U.S. Air Force Academy). Sein nächster Auftrag führte ihn auf die Scott Air Force Base in Illinois. Zwischen Juli 2010 und Juli 2011 kommandierte Samuel Cox dort das 618th Air and Space Operations Center das auch als Tanker Airlift Control Center bekannt ist. Auch danach verblieb er auf der Scott AFB. Bis zum Dezember 2013 gehörte er in unterschiedlichen Funktionen dem Stab des United States Transportation Commands an. Zuletzt leitete er dort als Director dessen Stabsabteilung für Operationen und Planungen.
Als Nächstes kehrte Cox zum Stab des Hauptquartiers der Air Force zurück, wo er zwischen Dezember 2013 und Oktober 2015 dessen Stabsabteilung für Personal leitete (Deputy Chief of Staff, Manpower, Personnel and Services, Headquarters U.S. Air Force). Gleichzeitig wurde er in den Vorstand (Chairman of the Exchange Board of Directors) des Army & Air Force Exchange Service (AAFES) berufen. Im Oktober 2015 übernahm Samuel Cox auf der Scott AFB das Kommando über die 18. Luftflotte, das er bis zum Juni 2017 innehatte, als er von Giovanni K. Tuck abgelöst wurde. Anschließend schied er aus dem aktiven Militärdienst aus.
Während seiner aktiven Zeit als Militärpilot absolvierte er über 4600 Flugstunden auf verschiedenen Flugzeugtypen.

## Daten der Beförderungen
| Abzeichen | Rang               | Jahr              |
| --------- | ------------------ | ----------------- |
|           | Second Lieutenant  | 30. Mai 1984      |
|           | First Lieutenant   | 30. Mai 1986      |
|           | Captain            | 30. Mai 1988      |
|           | Major              | 1. Dezember 1995  |
|           | Lieutenant Colonel | 1. September 1998 |
|           | Colonel            | 1. August 2003    |
|           | Brigadier General  | 9. Dezember 2008  |
|           | Major General      | 13. Januar 2012   |
|           | Lieutenant General | 3. Dezember 2013  |

## Orden und Auszeichnungen
Samuel Cox erhielt im Lauf seiner militärischen Laufbahn unter anderem folgende Auszeichnungen:
- Air Force Distinguished Service Medal
- Defense Superior Service Medal
- Legion of Merit
- Meritorious Service Medal
- Air Medal
- Aerial Achievement Medal
- Air Force Commendation Medal
- Joint Service Achievement Medal
- Air Force Achievement Medal
- Joint Meritorious Unit Award
- Air Force Outstanding Unit Award
- Air Force Organizational Excellence Award
- Combat Readiness Medal
- National Defense Service Medal
- Armed Forces Expeditionary Medal
- Southwest Asia Service Medal
- Global War on Terrorism Service Medal
- Humanitarian Service Medal